# Stragi con armi da fuoco negli Stati Uniti d'America

Morti totali in stragi con armi da fuoco negli Stati Uniti dal 1982, in grigio sono indicati l'inizio e la fine del federal assault weapon ban.

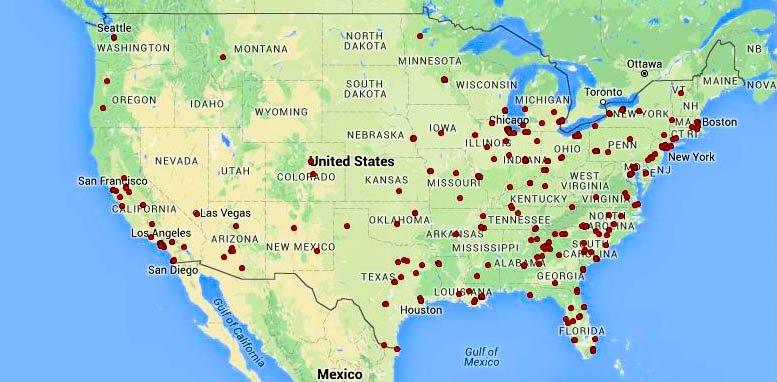
Luoghi delle sparatorie avvenute negli Stati Uniti nel 2015, secondo Shooting Tracker.

Le stragi con armi da fuoco (mass shootings), sono avvenimenti che coinvolgono più vittime di violenza legata alle armi da fuoco. I criteri di inclusione precisi alla categoria sono contestati e non esiste una definizione ampiamente accettata. Una definizione è un atto di violenza pubblica con armi da fuoco - escludendo comunque omicidi di gruppo, violenza domestica o atti terroristici sponsorizzati da un'organizzazione - in cui l'esecutore uccide almeno quattro vittime. Utilizzando questa definizione, uno studio ha rilevato che quasi un terzo delle stragi con armi da fuoco nel mondo tra il 1966 e il 2012 (90 su 292 incidenti) si sono verificate negli Stati Uniti. Usando una definizione simile, il Washington Post registra 163 stragi negli Stati Uniti tra il 1967 e il giugno 2019.
Il Gun Violence Archive, spesso citato dalla stampa, definisce come mass shooting una violenza da arma da fuoco con la conseguenza che almeno quattro persone vengono uccise più o meno nello stesso momento e luogo, escluso l'autore. Usando questa definizione, ci sono state 2.128 sparatorie dal 2013, circa una al giorno.
Secondo alcuni studi, gli Stati Uniti hanno avuto più stragi con armi da fuoco di qualsiasi altro paese. Gli autori delle stragi generalmente si suicidano o vengono trattenuti o uccisi dalle forze dell'ordine o dai civili. Tuttavia, le stragi con armi da fuoco hanno rappresentato meno dello 0,2% di tutti gli omicidi avvenuti negli Stati Uniti tra il 2000 e il 2016.

## Definizioni
Non esiste una precisa definizione di mass shooting negli Stati Uniti. L'Investigative Assistance for Violent Crimes Act del 2012, divenuto legge nel gennaio 2013, definisce un "mass shooting" come quello che ha provocato almeno 3 vittime, escluso l'autore. Nel 2015, il Congressional Research Service definisce queste stragi come "omicidio multiplo con armi da fuoco, in cui quattro o più vittime sono uccise, nello stesso evento, in uno o più luoghi vicini tra loro". Una definizione più ampia, usata dal Gun Violence Archive, definisce stragi con armi da fuoco quelle in cui "almeno quattro persone vengono colpite o uccise, escluso l'autore". Questa definizione è spesso utilizzata dai media, dalla stampa e dalle organizzazioni senza scopo di lucro.

## Frequenza

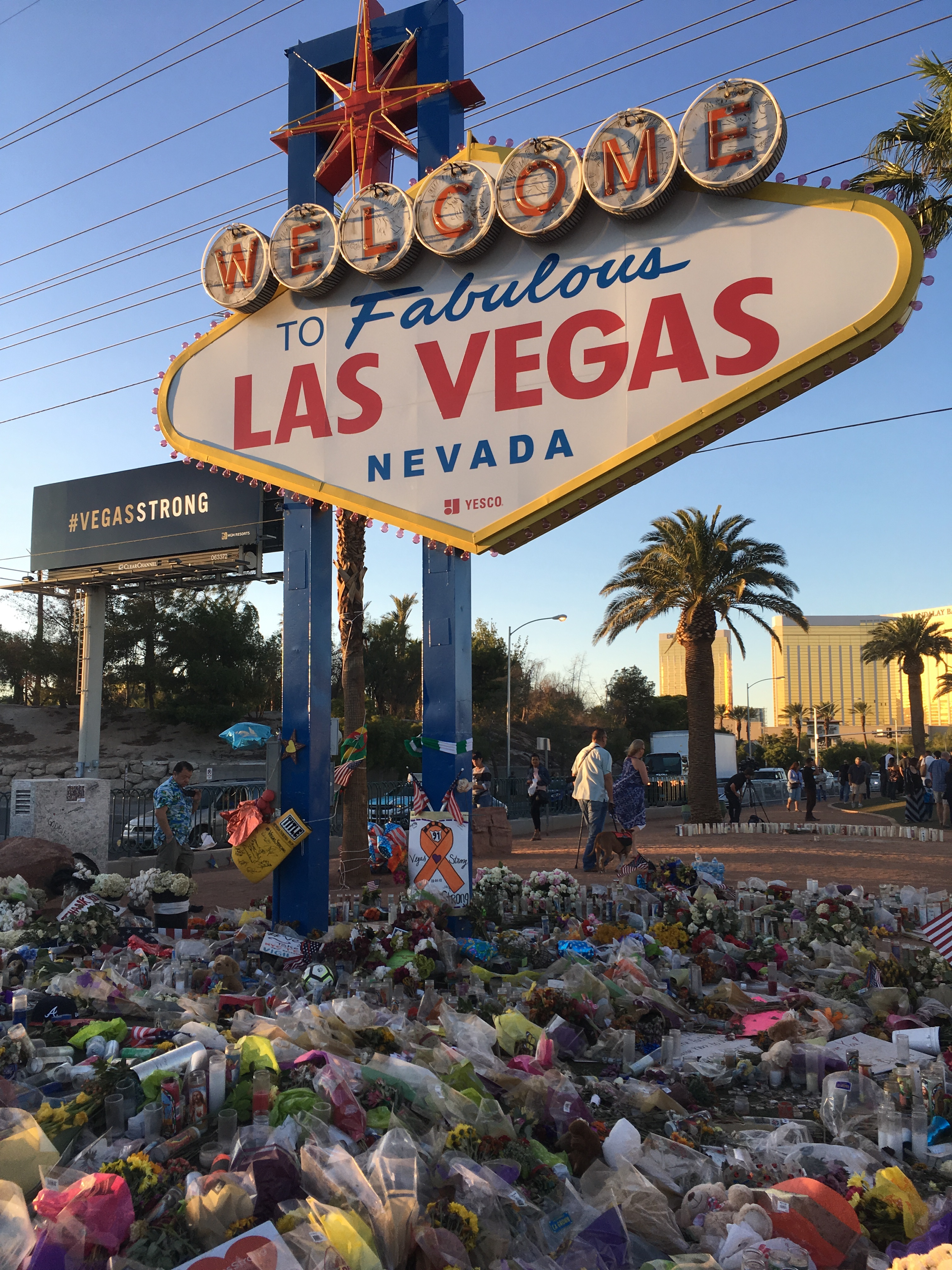
Memoriale presso il cartello Welcome to Fabulous Las Vegas in seguito alla sparatoria di Las Vegas del 2017, che ha provocato la morte di 58 persone e 422 feriti.

Alcuni studi indicano che il tasso di stragi con armi da fuoco è triplicato dal 2011 negli Stati Uniti d'America. Tra il 1982 e il 2011, se ne verificava una ogni 200 giorni. Tuttavia, tra il 2011 e il 2014, tale tasso è aumentato notevolmente con almeno una sparatoria ogni 64 giorni .

## Dati demografici
Secondo il New York Times, la maggior parte degli autori di stragi con armi da fuoco sono maschi bianchi che agiscono da soli.

## Fattori scatenanti
Diversi possibili fattori possono contribuire a far nascere una strage con armi da fuoco negli Stati Uniti. I più frequenti sono:
1. Maggiore accessibilità e proprietà di armi.[5][13][30] Gli Stati Uniti hanno il più alto possesso di armi pro capite al mondo con 120,5 armi da fuoco ogni 100 persone; il secondo più alto è lo Yemen con 52,8 armi da fuoco ogni 100 persone.
2. Malattia mentale[31] e suo trattamento (o la sua mancanza) con farmaci psichiatrici.[32] Questo dato è controverso.[33][34] Molti degli autori di stragi e sparatorie negli Stati Uniti soffrivano di malattie mentali, ma il numero stimato di casi di malattie mentali non è aumentato in modo così significativo in proporzione al numero di stragi.
3. Il desiderio di vendicarsi per una lunga storia di bullismo a scuola e / o sul posto di lavoro.[35]
4. Il diffuso divario cronico tra le aspettative che le persone hanno verso loro stesse e il loro effettivo raggiungimento e la cultura individualista.[36] Alcuni analisti e commentatori attribuiscono la colpa al capitalismo e al neoliberismo contemporanei.[37][38][39]
5. Desiderio di fama e notorietà. Inoltre, gli esecutori imparano gli uni dagli altri attraverso il "contagio mediatico", cioè "la copertura mediatica e la proliferazione di siti di social media che tendono a glorificarli e a minimizzare le vittime".[40][41]
6. La presenza di copycat;
7. Fallimento dei controlli dei precedenti da parte di istituzioni governative e / o carenza di personale.[42][43]

## Armi usate
Diversi tipi di pistole sono stati utilizzati nelle numerose stragi avvenute negli Stati Uniti. Uno studio del 2014 condotto dal Dr. James Fox su 142 sparatorie ha rilevato che 88 (il 62%) erano state commesse con pistole di tutti i tipi; 68 (il 48%) con pistole semiautomatiche, 20 (il 14%) con revolver, 35 (il 25%) con fucili semiautomatici e 19 (13%) con fucili. Lo studio è stato condotto utilizzando il database Mother Jones delle stragi con armi da fuoco dal 1982 al 2018. Caricatori ad alta capacità sono stati utilizzati in circa la metà dei casi. I fucili semiautomatici sono stati utilizzati in sei dei dieci massacri più letali.

## Stragi con armi da fuoco con più vittime negli Stati Uniti dal 1949
Le seguenti stragi sono le più mortali che si siano verificate nella storia moderna degli Stati Uniti (dal 1949 ad oggi). Sono inclusi solo gli avvenimenti con dieci o più morti. Il bilancio delle vittime riflette i numeri ufficiali forniti dalla polizia nei giorni successivi alle sparatorie.
† Fino ad allora la strage con più vittime
| 1  | Strage di Las Vegas                                 | 2017 | Paradise, Nevada                 | 60 (più l'autore)   | 869 (413 da spari) | Fucili semi-automatici (qualcuno equipaggiato con bump stocks che permettono all’utilizzatore di raggiungere la stessa cadenza di fuoco di un fucile automatico nonostante l’arma sia semiautomatica), fucile con otturatore, revolver | [ 52 ] [ 53 ] [ 54 ]             |      |                  |                   |   |                          |  |
| 2  | Strage di Orlando †                                 | 2016 | Orlando, Florida                 | 49 (più l'autore)   | 58 (53 da spari )  | Pistola e fucile semi-automatici |                                  |      |                  |                   |   |                          |  |
| 3  | Massacro del Virginia Tech †                        | 2007 | Blacksburg, Virginia             | 32 (più l'autore)   | 23 (17 da spari)   | Pistole semi-automatiche |                                  |      |                  |                   |   |                          |  |
| 4  | Massacro della Sandy Hook Elementary School         | 2012 | Newtown, Connecticut             | 27 (più l'autore)   | 2                  | Pistole e fucili semi-automatici |                                  |      |                  |                   |   |                          |  |
| 5  | Strage di Sutherland Springs                        | 2017 | Sutherland Springs, Texas        | 26 (più l'autore)   | 20                 | Fucile semi-automatico | [ 55 ]                           |      |                  |                   |   |                          |  |
| 6  | Massacro di Luby †                                  | 1991 | Killeen, Texas                   | 23 (Più l'autore)   | 27                 | Pistole semi-automatiche |                                  |      |                  |                   |   |                          |  |
| 7  | Strage di El Paso                                   | 2019 | El Paso, Texas                   | 23                  | 23                 | Fucile semi-automatico | [ 56 ] [ 57 ] [ 58 ]             |      |                  |                   |   |                          |  |
| 8  | Strage alla Robb Elementary School                  | 2022 | Uvalde, Texas                    | 21 (Più l'autore)   | 14+                | Fucile semi-automatico |                                  |      |                  |                   |   |                          |  |
| 8  | Massacro del McDonald's di San Ysidro †             | 1984 | San Diego, California            | 21 (Più l'autore)   | 19                 | Carabina semi automatica, pistole, fucile da caccia |                                  |      |                  |                   |   |                          |  |
| 10 | Sparatorie di Lewiston                              | 2023 | Lewiston, Maine                  | 18(più l'autore)    | 13                 | AR-15 |                                  |      |                  |                   |   |                          |  |
| 11 | Massacro della Marjory Stoneman Douglas High School | 2018 | Parkland, Florida                | 17                  | 17                 | Fucile semi-automatico | [ 59 ]                           |      |                  |                   |   |                          |  |
| 12 | Strage della torre dell'Università del Texas †      | 1966 | Austin, Texas                    | 16 (più l'autore)   | 32                 | Fucile con otturatore, carabina semi-automatica, revolver, pistole semi-automatiche, fucile a pompa |                                  |      |                  |                   |   |                          |  |
| 13 | Massacro della Columbine High School                | 1999 | Columbine, Colorado              | 14 (più i 2 autori) | 23 (20 da spari)   | Carabina semi-automatica, pistola semi-automatica, fucile a canna liscia | Sparatoria delle poste di Edmond | 1986 | Edmond, Oklahoma | 14 (più l'autore) | 6 | Pistole semi-automatiche |  |
| 13 | Strage di San Bernardino                            | 2015 | San Bernardino, California       | 14 (più l'autore)   | 24                 | Fucili semi-automatici |                                  |      |                  |                   |   |                          |  |
| 13 | Sparatoria di Fort Hood                             | 2009 | Killeen, Texas                   | 14                  | 32 (più l'autore)  | Pistola e revolver semi-automatici | [ 60 ] [ 61 ]                    |      |                  |                   |   |                          |  |
| 16 | Sparatorie di Camden †                              | 1949 | Camden, New Jersey               | 13                  | 3                  | Pistola semi-automatica | [ 62 ] [ 63 ]                    |      |                  |                   |   |                          |  |
| 16 | Sparatoria di Wilkes-Barre                          | 1982 | Wilkes-Barre, Pennsylvania       | 13                  | 1                  | Fucile semi-automatico | [ 64 ]                           |      |                  |                   |   |                          |  |
| 16 | Massacro di Wah Mee                                 | 1983 | Seattle, Washington              | 13                  | 1                  | Pistole e/o revolver semi-automatici | [ 65 ]                           |      |                  |                   |   |                          |  |
| 16 | [ 66 ]                                              |      |                                  |                     |                    | |                                  |      |                  |                   |   |                          |  |
| 16 | Sparatoria di Binghamton                            | 2009 | Binghamton, New York             | 13 (più l'autore)   | 4                  | Pistole semi-automatiche | [ 67 ]                           |      |                  |                   |   |                          |  |
| 21 | Sparatorie di Atlanta                               | 1999 | Stockbridge and Atlanta, Georgia | 12 (più l'autore)   | 13                 | Pistola |                                  |      |                  |                   |   |                          |  |
| 21 | Massacro di Aurora                                  | 2012 | Aurora, Colorado                 | 12                  | 70 (58 da spari)   | Fucile semiautomatico, pistola, e fucile a canna liscia | [ 68 ] [ 69 ]                    |      |                  |                   |   |                          |  |
| 21 | Strage del Washington Navy Yard                     | 2013 | Washington, D.C.                 | 12 (più l'autore)   | 8 (3 da spari)     | Pistola semiautomatica, e fucile a canna liscia | [ 70 ] [ 71 ]                    |      |                  |                   |   |                          |  |
| 21 | Strage di Thousand Oaks                             | 2018 | Thousand Oaks, California        | 12 (più l'autore)   | 16 (1 da sparo)    | Pistola semi-automatica | [ 72 ] [ 73 ]                    |      |                  |                   |   |                          |  |
| 21 | Strage di Virginia Beach                            | 2019 | Virginia Beach, Virginia         | 12 (più l'autore)   | 4                  | Pistole semi-automatiche | [ 74 ]                           |      |                  |                   |   |                          |  |
| 21 | Strage di Monterey Park                             | 2023 | Monterey Park, California        | 12 (più l'autore)   | 9                  | Pistola semi-automatica | [ 75 ] [ 76 ] [ 77 ]             |      |                  |                   |   |                          |  |
| 27 | Massacro della domenica di Pasqua                   | 1975 | Hamilton, Ohio                   | 11                  | 0                  | Pistole semiautomatiche e revolver | [ 78 ]                           |      |                  |                   |   |                          |  |
| 27 | Strage della sinagoga di Pittsburgh                 | 2018 | Pittsburgh, Pennsylvania         | 11                  | 6 (più l'autore)   | Fucile semiautomatico, pistole semiautomatiche | [ 79 ]                           |      |                  |                   |   |                          |  |
| 29 | Massacro della domenica delle Palme                 | 1984 | Brooklyn, New York               | 10                  | 0                  | Pistole semi-automatiche | [ 80 ]                           |      |                  |                   |   |                          |  |
| 29 | Massacro della Contea di Geneva                     | 2009 | Geneva County, Alabama           | 10 (più l'autore)   | 6                  | Fucili semiautomatici, revolver e fucile a canna liscia | [ 81 ] [ 82 ]                    |      |                  |                   |   |                          |  |
| 29 | Strage della Santa Fe High School                   | 2018 | Santa Fe, Texas                  | 10                  | 13 (più l'autore)  | Fucile a canna liscia e revolver | [ 83 ]                           |      |                  |                   |   |                          |  |
| 29 | Strage di Buffalo                                   | 2022 | Buffalo                          | 10                  | 3                  | Fucile semi-automatico | [ 84 ]                           |      |                  |                   |   |                          |  |
| 33 | Strage di Highland Park                             | 2022 | Illinois                         | 6                   | 36                 | Fucile | [ 85 ]                           |      |                  |                   |   |                          |  |
| 33 | Massacro della Covenant School                      | 2023 | Nashville, Tennessee             | 6 (più l'autrice)   |                    | Fucile AR-15 Semiautomatico e pistola |                                  |      |                  |                   |   |                          |  |